# Scomberomorus commerson

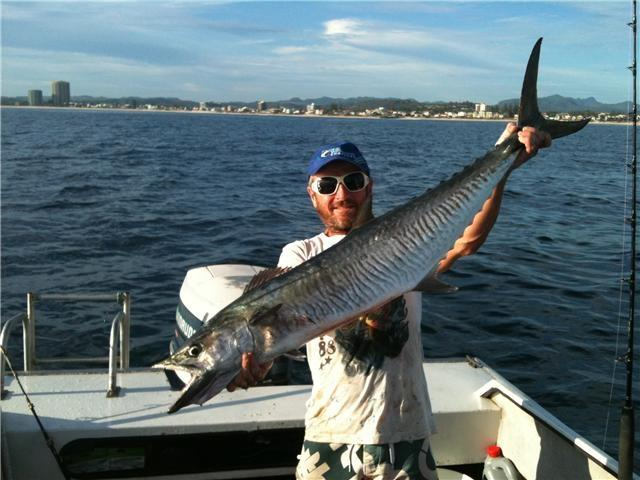
Grande esemplare

Scomberomorus commerson (Lacépède, 1800), comunemente noto come maccarello reale o sgombro spagnolo, è un pesce osseo marino della famiglia Scombridae.

## Descrizione
Lo sgombro spagnolo ha corpo fusiforme allungato e compresso ai lati, con muso appuntito e bocca ampia fin oltre l'occhio, con forti denti triangolari. Le pinne dorsali sono due, la prima bassa e abbastanza lunga, di altezza decrescente e la seconda triangolare o lunata, a base breve e più alta. La pinna anale è simmetrica e uguale alla seconda dorsale. Sul peduncolo caudale vi sono da 8 a 11 pinnule dorsali e da 7 a 12 ventrali e tre carene, di cui due alla base della pinna caudale. La caudale è lunata. La parte posteriore della linea laterale è molto ondulata, la prima piega è situata sotto la seconda dorsale. Le scaglie sono piccole. Il dorso ha colore bluastro, i fianchi sono argentei. La regione ventrale è ornata di striature non ben distinte di colore più scuro dello sfondo, ondulate e spesso frammentate in serie di macchie sui fianchi. I giovanili hanno solo delle ampie macchie ovoidali sul corpo. La taglia massima è di 240 cm per 70 kg, normalmente non supera i 120 cm.

## Distribuzione e habitat
Questa specie si trova nell'Oceano Pacifico e Indo-Pacifico tropicale e subtropicale, dal mar Rosso e costa orientale africana fino al Giappone a nord, mentre a sud ed est raggiunge l'Australia e le isole Figi. Risulta penetrato nel mar Mediterraneo orientale dal canale di Suez (migrazione lessepsiana). Nel Mediterraneo si è stabilito solo lungo le coste sudorientali (dalla Turchia meridionale alla Libia), dove è molto comune, catture sporadiche provengono dalla Turchia egea e dalla Tunisia.
È un pesce pelagico costiero che raramente si incontra al largo, può penetrare per la caccia anche in acque torbide e a bassa salinità come gli estuari. È frequente nei pressi di cadute ripide del fondale, lungo le barriere coralline e nelle lagune degli atolli.

## Biologia
S. commerson è un pesce gregario che forma piccoli banchi tranne durante la caccia quando gli individui si separano. Effettua migrazioni lungo la costa.

### Alimentazione
Predatore, si nutre di pesci (Clupeidae, Engraulidae e Carangidae soprattutto), di cefalopodi e crostacei (soprattutto Penaeidae). Gli individui giovani si cibano anche di organismi bentonici.

### Riproduzione
La stagione riproduttiva varia in lunghezza in base alla temperatura dell'acqua. La deposizione delle uova avviene nei pressi delle cadute del fondale, in aree specifiche in cui i riproduttori ritornano ogni anno. Uova e larve sono pelagiche. La maturità sessuale avviene a due anni di età e una lunghezza di 65 cm.

## Pesca

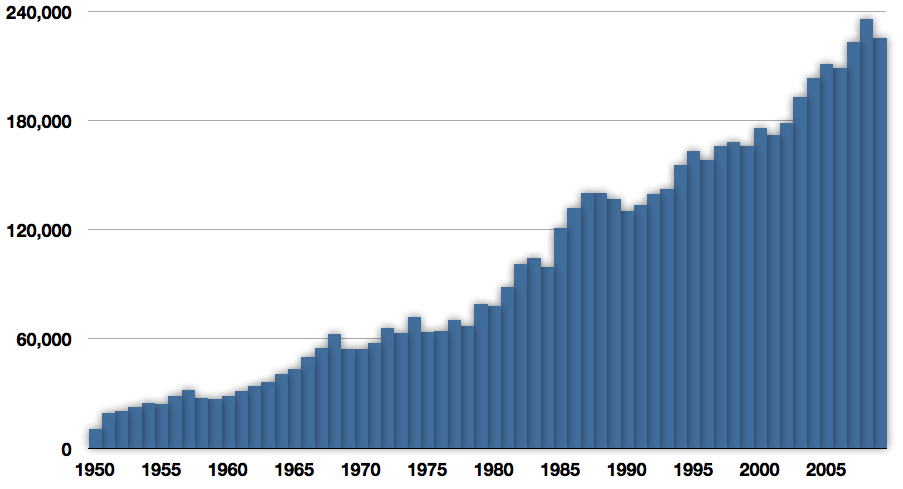
Andamento globale delle catture di S. commerson dal 1950 al 2010

La specie ha una grande importanza commerciale in tutto l'areale compreso il Mediterraneo orientale. Viene catturato soprattutto con reti da posta e reti da circuizione, secondariamente con reti a strascico e lenze. Interessa anche la pesca sportiva. È una cattura accessoria per i palamiti tesi ai tonni. Può causare ciguatera.

## Conservazione
Questa specie è soggetta a sovrapesca in gran parte dell'areale e di conseguenza le popolazioni si sono rarefatte, ad esempio in Australia gli stock si sono ridotti del 30%. Per questo motivo la IUCN considera questa specie come prossima alla minaccia. L'area in cui la sovrapesca è più grave è l'Oceano Indiano occidentale, soprattutto le acque omanite. In Australia sono state prese misure per la conservazione degli stock come l'istituzione di una misura minima e di limiti al pescato giornaliero.